# Éolo (planeta)
Éolo é um planeta hipotético, que estaria posicionado após Éris. Ele foi proposto segundo a renomada astróloga italiana Lisa Morpurgo, em seu livro Il Convitato di Pietra. De acordo com suas teorias faltam apenas dois astros para completar a ordem planetária do Zodíaco. Esta doutrina astrológica é amplamente estudada e considerada pelos astrólogos italianos que têm Morpurgo como a pedra de toque da Astrologia Moderna.
Dados Astronômicos
Segundo Morpurgo, Éolo possui um período orbital de 720 anos (aprox.), tamanho de 1.718 quilômetros e está a uma distancia do Sol entre 70 U.A. e 80 U.A.. Além disso estaria em ressonância com Netuno, como muitos dos TNO's do disco disperso. Suas suposições foram feitas com base nos estudo do astrônomo Robert Sutton Harrington, de USNO(United States Naval Observatory). Harrigton morreu em 1993 enquanto buscava o possível planeta além de Plutão.

## Astrologia e Mitologia
Éolo era o deus gregos dos ventos. Era filho de Netuno e habitava numa ilha no limite do Oceano. Ele aparece em A Odisseia, socorrendo Odisseu e seus marinheiros. Éolo oferece comida e abrigo. Depois dá de presente a Odisseu um odre cheio de ventos favoráveis, que o ajudariam a chegar em sua casa, na Ilha de Ítaca. Em A Eneida de Virgílio, Éolo também surge como aliado de Juno, rainha dos deuses. Ele presta seu favor á deusa ao lançar uma tempestade poderosa sobre a frota de navios de Eneias, quando esse fugia de Troia.
Na antiguidade remota, Éolo era uma divindade ctônia. Isto é, Éolo era um deus ligado à terra e à fertilidade. Assim como Netuno, Éolo também possui relação com o cavalo, como seu animal sagrado. Dessa forma os gregos também costumavam representar os ventos como cavalos furiosos, e era hábito frequente colocar as éguas a favor dos ventos para que assim ficassem grávidas. Um exemplo disso eram os famosos cavalos falantes de Aquiles, retratados por Homero em A Ilíada: Xanto e Bálio era cavalos filho do deus vento Zéfiro e da Harpia Celeno. Outra característica do deus dos ventos era sua natureza de psicopompo, isto é, ele era um guia das almas, portanto era também um deus dos mortos. Os gregos também costumavam considerar os ventos como almas dos mortos que vagavam soltas, libertar do mundo subterrâneo por Éolo.
O planeta Éolo, também chamado de Pianeta-Y. Segundo os astrólogos italianos, rege o signo de Virgem e se exalta no signo de Aquário. Sendo um planeta lento, e portanto geracional, estaria envolvido e grande eventos mundiais que influenciariam os indivíduos particularmente, mas sim gerações e grupos humanos em larga escala. Particularmente estaria envolvido com questões climáticas e geológicas, e os ritmos imutáveis da natureza.

## Candidatos a Éolo
Três astros TNO's  possuem características que os aproximam do planeta hipotético previsto por Morpurgo. Entretanto não há declaração alguma de seus descobridores com relação ao nome do planeta. São eles:
(145480) 2005 TB190 descoberto por Becker, A. C., Puckett, A. W., Kubica, J. em Apache Point.
(145451) 2005 RM43  descoberto por Becker, A. C., Puckett, A. W., Kubica, J. em Apache Point.
(303775) 2005 QU182 descoberto por M. E. Brown, D. L. Rabinowitz e C. A. Trujillo.
2005 TB190 é o TNO mais próximo das teorias de Morpurgo, enquanto que 2005 QU182 é o que mais se afasta das características do planeta hipotético Éolos. Quanto a 2005 RM43, ele também encontra harmonia com as as teorias da astróloga americana Valerie Vaughan, sobre um planeta chamado Perséfone. Tais teorias podem ser encontradas no livro Persephone is Transpluto